# Mira (dokumentarfilm)
|  | Denne artikel er oprettet af botten Steenthbot ud fra en ekstern database. Den kan derfor have sproglige fejl eller mangler. Denne skabelon kan fjernes efter kontrol af indholdet. |

Mira er en dansk dokumentarfilm fra 2021 instrueret af Ejner Benedict Seidelin.

## Handling
Den unge kvinde Mira gør sig både tanker om sin families fortid, sin datters fremtid og familiens nutid. Parrets forhold er ømt, men også skrøbeligt, for hvordan kan man vide, at den anden ikke forsvinder, når det hele bliver for svært?

## Medvirkende
- Mira Raka Reiff
- Pascale Stenberg
- Ejner Benedict Seidelin
- Lova Karen Reiff Seidelin